# Medea (opera, Charpentier)

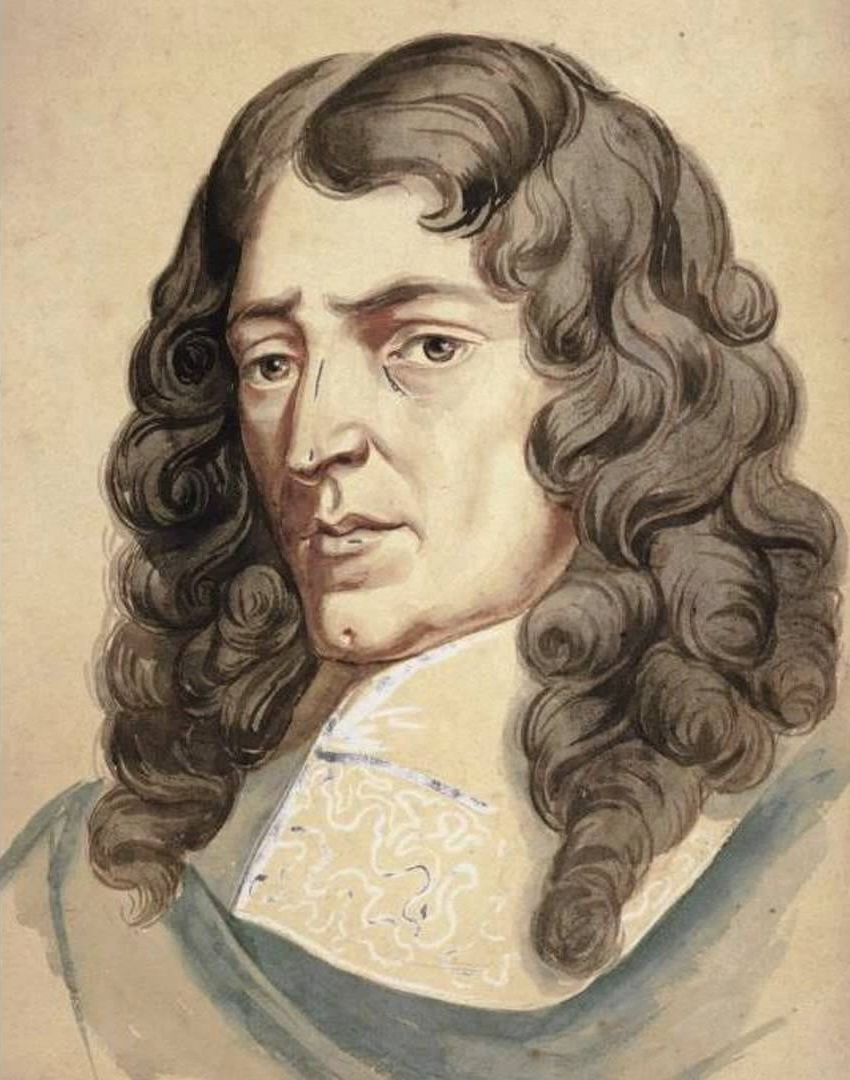
Marc-Antoine Charpentier

Medea (Médée - Tragédie en musique) är en fransk opera i en prolog och fem akter av Marc-Antoine Charpentier och text av Thomas Corneille från 1693. Under Ludvig XIV:s epok var Charpentier vid sidan om Lully Frankrikes mest betydande tonsättare av scen- och kyrkomusik. I hans musik förenas fransk prakt och deklamation med italiensk sångbarhet.

## Bakgrund
Librettisten Thomas Corneille var den store Pierre Corneilles yngre bror. Liksom Charpentier var tvungen att hävda sig mot Lully, tvingades författaren stå vid sidan om brodern, det franskklassiska dramats mästare. Med Euripides, Senecas och Pierre Corneilles bearbetningar av Medeatemat ville han bevisa sin dramatiska skicklighet. Hans Medeaversion inleds varken med äktenskapet mellan Jason och Kreusa (Euripides) eller med Medeas förbannelse (Corneille), utan med en osäker, dramatisk öppen situation: med Medeas misstanke om att Jason bedrar henne. Medeaporträttet har i den här versionen fått mer mänskliga drag än hos de antika och klassicistiska föregångarna. Hon har blivit en mer sammansatt personlighet och vill som människa, som kvinna och mor, framförallt behålla sin älskade mans kärlek, och det är först efter att hon misslyckats med detta som hon använder sig av sina övermänskliga krafter.
Det speciella med Medeagestalten är att Corneille och Charpentier inte bara låter henne uttrycka en övergiven kvinnas lidande, utan även en trollkvinnas vrede och hämndbegär. Scenen där Medea åkallar demonerna och genom svart magi erhåller ett dödsbringande klädesplagg (slutscen i akt III), hör till de mest effektfulla ögonblicken i barockoperans historia.
Först efter Lullys död lyckades Charpentier få Medea uppförd den 4 december 1693 på Académie Royale de Musique i Paris, eftersom Lully ensam innehade det kungliga privilegiet för operauppsättningar av stort format.

## Personer
- Segern (sopran)
- Ryktbarheten (sopran)
- Krigets allegori (alt)
- Två herdinnor (sopraner)
- Folkets anförare (basstämma)
- En herde (tenor)
- Kreon, kung av Korinth (basstämma)
- Kreusa, Kreons dotter (sopran)
- Medea, prinsessa av Kolchis (sopran)
- Jason, thessalisk furste (tenor)
- Oronte, fursten av Argos (baryton)
- Arcas, Jasons förtrogen (tenor)
- Nérine, Medeas förtrogna (sopran)
- Cléon, Kreusas förtrogna (sopran)
- Kärleken (sopran)
- En italienska (sopran)
- Två spöken (sopraner)
- Två män från Korinth (tenorer)
- Svartsjukan (tenor)
- Hämnden (basstämma)
- Tre fångar (sopran, altar)

## Handling
Prolog En bukolisk plats. I ett allegoriskt spel hyllas kung Ludvig XIV som fredsbringare.
Förhistoria Medea har flytt från sitt hemland. Hon har där hjälpt Jason att stjäla det gyllene skinnet och sedan givit sig av tillsammans med honom och fött hans barn.
Akt I
I Korinth har Jason och Medea funnit en tillflykt. Medea misstänker att Jason inte längre är henne trogen. Hon svär att låta sina magiska förstörelsekrafter få fritt spelrum när hon med säkerhet vet att Jason älskar Kreusa, dottern till kungen av Korinth. Som tack för att de har fått en fristad, vill Jason skänka Kreusa en vacker dräkt. För sin förtrogna bekänner han sin kärlek till Kreusa. Arca varnar honom för Medeas vrede. Fursten av Argos, Oronte, ställer sig och sina soldater till Kreons förfogande och ber om Kreusas hand. Jason och Oronte beslutar att gemensamt dra ut i strid. Männen från Korinth och Argos förbereder sig för kriget.
Akt II
Kreon förvisar Medea ut landet, eftersom hon genom sin närvaro har skapat politiska spänningar. Han vill i fortsättningen endast låta hennes barn stanna kvar. Medea är beredd att lämna landet men endast tillsammans med Jason. Men Kreon kan inte avvara Jason i kriget. Jason slits mellan sin heder och kärlek. Kreon förutsätter att Jason kommer att stanna i Korinth av kärlek till Kreusa, och uppmuntrar därför deras kärlek. Kreusa avvisar hövligt Orontes uppvaktning.
Akt III
Medea förvissar sig om att hon fortfarande besitter sin gamla magiska kraft och kan behärska demonerna. Oronte förklarar sig vara beredd att ge Medea och Jason en fristad efter kriget, men får av Medea veta hur det egentligen ligger till: Jason älskar Kreusa. Medea frammanar demonerna för att hjälpa henne i hennes hämnd. Jasons gåva, dräkten till Kreusa, ska döda rivalen.
Akt IV
Kreusa, som nu är iklädd sin nya dräkt uppväcker Jasons begär. Oronte får Medeas misstankar bekräftade. Innan Medea går i exil vill hon få Kreon att låta Kreusa äkta Oronte. När Kreon vredgat tillbakavisar hennes som en befallning framställda önskan visar Medea upp sin magiska kraft för honom. Kreon grips av panisk skräck.
Akt V
Kreon har blivit vansinnig och har begått självmord. Korinthierna sörjer hans död. Även Kreusa kämpar mot döden, den förgiftade dräkten har gjort sin verkan. Hon tar döende avsked av sin älskade Jason. Som en hämndgirig furie underrättar Medea Jason om deras barns död. Hon har själv dödat dem. Jason bryter samman. Medea låter demonerna förstöra Kreons palats och sätta staden i brand.

## Diskografi (urval)
- Medée. Hunt, Padmore, Deletré, Zanetti, Salzmann. Les Arts Florissants. Christie, dirigent. Erato 2564 66305-7. 3 cd.[1]